# Eknomiaster
Eknomiaster is een geslacht van zeesterren uit de familie Goniasteridae.

## Soorten
- Eknomiaster beccae Mah, 2007
- Eknomiaster macauleyensis H.E.S. Clark, 2001